# Toni Kuivasto
Toni Kuivasto (né le 31 décembre 1975 à Tampere) est un joueur de football finlandais. Il évolue au poste de défenseur central.

## Biographie
Après dix saisons passées en dehors de son pays, il revient en Finlande au Football Club Haka Valkeakoski où il signe un contrat d'une saison. 
Kuivasto a commencé sa carrière internationale le 27 février 1997 contre la Malaisie. Il était considéré comme le remplaçant de Sami Hyypiä et Hannu Tihinen.

## Carrière
- 1992-1996 : FC Ilves Tampere  Finlande
- 1997-1998 : MyPa 47 Anjalankoski  Finlande
- 1999-2000 : HJK Helsinki  Finlande
- 2001-2003 : Viking Stavanger  Norvège
- 2003-2010 : Djurgårdens IF  Suède
- 2010 : FC Haka Valkeakoski  Finlande

## Palmarès
- Coupe de Finlande : 2000 avec le HJK Helsinki
- Coupe de Norvège : 2001 avec le Viking Stavanger
- Champion de Suède : 2003, 2005 avec Djurgårdens IF
- Coupe de Suède : 2004, 2005 avec Djurgårdens IF